# Salinas Grandes (Jujuy i Salta)
Salinas Grandes – solnisko w Argentynie, w prowincjach Jujuy i Salta. Położone jest na wysokości około 3410–3450 m n.p.m. na płaskowyżu Puna de Atacama.  Powierzchnia solniska przekracza 500 km². Grubość pokrywy solnej waha się pomiędzy 10 a 50 cm. W czasach prekolumbijskich obszar Salinas Grande był eksploatowany przez lokalną ludność i wymieniane na inne towary. Początkowo do transportu soli wykorzystywane były lamy, na których transportowano bloki solne do 30 kg. W późniejszym okresie osły, mogące unieść około 50 kg soli. Wydobywana sól kamienna oprócz podstawowego jako przyprawa kuchenna, ma inne zastosowania. Z wyciętych bloków budowane są okoliczne budynki, a także będące dużą atrakcją turystyczną, rzeźbione figurki zwierząt. Jest to możliwe ponieważ klimat Puny jest bardzo suchy i gorący z silnymi wiatrami. W czasie pory deszczowej, od grudnia do marca, opady są niewielkie, ale intensywne. Okresowe rzeki dostarczają wód z rozpuszczonymi w nich solami pochodzącymi z okolicznych gór. Solnisko pokrywa się warstwą wody opadowej o grubości od kilkunastu do parudziesięciu centymetrów. Sól do celów spożywczych otrzymywana jest poprzez rozpuszczanie brył zanieczyszczonej soli w wyciętych w powierzchni solniska basenach (piletach) i jej krystalizację. Obecnie największym skarbem Salinas Grandes są sole litu, szeroko wykorzystywane w produkcji akumulatorów litowo-jonowych wykorzystywanych w urządzeniach elektronicznych (telefony komórkowe, aparaty fotograficzne, komputery przenośne). Siedemset kilometrów na południe znajduje się inne solnisko o tej samej nazwie Salinas Grandes.